# Harrison Kamake
Harrison Kamake (15 giugno 1974) è un ex calciatore papuano, di ruolo difensore.

## Carriera

### Nazionale
Ha debuttato in Nazionale nel 1996. Ha partecipato, con la Nazionale, alla Coppa d'Oceania 2002. Ha collezionato in totale, con la maglia della Nazionale, 7 presenze.